# Animal Crackers (film)
Animal Crackers is een Amerikaanse komische film van The Marx Brothers uit 1930.

## Verhaal
Het verhaal gaat over een diefstal van een schilderij gemaakt door een beroemde schilder. De Marx Brothers 'helpen' het schilderij terug te krijgen.

## Rolverdeling
| Acteur          | Personage                    |
| --------------- | ---------------------------- |
| Groucho Marx    | Captain Jeffrey T. Spaulding |
| Harpo Marx      | The Professor                |
| Chico Marx      | Signor Emanuel Ravelli       |
| Zeppo Marx      | Horatio Jamison              |
| Lillian Roth    | Arabella Rittenhouse         |
| Margaret Dumont | Mrs. Rittenhouse             |
| Louis Sorin     | Roscoe W. Chandler           |
| Hal Thompson    | John Parker                  |
| Margaret Irving | Mrs. Whitehead               |
| Kathryn Reece   | Grace Carpenter              |
| Robert Greig    | Hives, de butler             |
| Edward Metcalf  | Inspecteur Hennessy          |
| Robert Allen    | Feestgast                    |
| Donald MacBride | Feestgast                    |
| Ann Roth        | Feestgast                    |

## Achtergrond
Kern van de film zijn de lachwekkende momenten, die gewoonlijk worden geïnitieerd door een van Harpo's nieuwe ideeën. De plot is eigenlijk meer een excuus om de scènes met de broers aan elkaar te verbinden. Met name de dialogen en gevechten tussen Groucho en Chico zijn de moeite waard.
Het is de film waarin Groucho Marx voor het eerst het personage "Captain Spaulding" speelde, het type dat hij zijn leven lang verder zou blijven spelen.

Animal Crackers is een anarchistische komedie, net als de eerdere film The Cocoanuts.
De film is gebaseerd op een show van de Marx Brothers, geschreven door George S. Kaufman, omgezet naar een film door Morrie Ryskind. De film werd geregisseerd door Victor Heerman.